# Woodford (Karolina Południowa)
Woodford – miasto w Stanach Zjednoczonych, w stanie Karolina Południowa, w hrabstwie Orangeburg.